# Jónás Andrea
Jónás Andrea (Békés, 1975. szeptember 10. –) magyar színésznő, énekesnő.

## Életpályája
1975-ben született Békésen. Az egri Eszterházy Károly Főiskola ének-zene szakán diplomázott. 1993-ban indult a Ki mit tud? című tehetségkutatón. 2000-ben a Romantic nevű zenekar alapító tagja, 2001-ben távozott az együttesből. A József Attila Színház tagja 2024-ig. 2022-2025 között a Színház- és Filmművészeti Egyetem drámainstruktor szakos hallgatója.

## Fontosabb szerepei
- Régimódi történet (Aloysia nővér)
- Furcsa pár – női változat (Vera)
- Szibériai csárdás (Öltöztetőnő)
- Az imposztor (Titkárnő)
- Macskafogó (Maxipotzac / Idős hölgy)

## Díjai
- Józsa Imre-díj (2021)